# Roskilde Kloster
Roskilde Kloster er en stiftelse i Roskilde, hvor personer med dansk indfødsret (og medlemskab af Folkekirken) kan ansøge om bolig. Indtil fusionen med Odense Adelige Jomfrukloster var stiftelsens navn Roskilde Adelige Jomfrukloster.

## Den ældre historie
Hvor Roskilde Kloster ligger i dag, lå der i middelalderen et Dominikaner-kloster,
som ved reformationen blev overtaget af kronen og nedlagt. I 1565 overtog lensmanden Mogens Godske (Bielke) jorden fra kongen. Han byggede her en ny herregård kaldet Sortebrødregaard, som havde store jordtilligender langs Roskilde Fjord. Omkring år 1660 tilhørte denne gård svogrene kansler Peder Reedtz og Jakob Arenfeldt. Sidstnævnte måtte ved sin hustru Helvig Reedtz' død i 1681 udlægge gården til sine kreditorer. Peder Reedtz efterlod gården til sin datter Mette Reedtz, gift med Christian Lindenov. De afhændede 1679 gården til Holger Thott til Marsvinsholm. Hans kreditorer overtog gården, som hastig skiftede ejere nok et par gange. Af Thotts kreditorer overtog assessor i Kommercekollegiet Christian Simonsen 1683 gården for 5067 Rdl., men også han måtte gå fra den 1695 (dengang omtrent 18 tønder hartkorn) og den udlagdes da til vinhandler Ewert Weinmann af København for 8045 Rdl., der samme år fik sædegårdsfrihed for den (24½ tdr. hartkorn). Han solgte den 1698 for 9200 Rdl. til fruerne Margrethe Ulfeldt og Berte Skeel.

## Roskilde Adelige Jomfrukloster oprettes
De to nævnte damer var begge enker. Margrethe Ulfeldt var enke efter søhelten, admiral Niels Juel til Valdemar Slot; Berte Skeel efter generalløjtnant Niels Rosenkrantz til Holbækgård. Året efter oprettede de to ved fundats af 18. marts 1699 et frøkenkloster, der skulle sikre underhold for adelige damer, der ikke var blevet gift i en rimelig ung alder. Det var det første jomfrukloster i Danmark. Kongerne Christian V og Frederik IV støttede klosterets økonomi ved at overlade stiftelse flere kirketiender. Sidenhen blev kapitalen udvidet flere gange. Oprindeligt boede der 1 priorinde og 18 jomfruer, som alle fik fri bolig, fri kost samt et pænt rådighedsbeløb.

## Roskilde Kloster
I 1974 fusionerede Roskilde Adelige Jomfrukloster med Odense Adelige Jomfrukloster. Bygningerne i Odense var forinden blevet afhændet, og man samlede nu aktiviteterne i Roskilde under navnet Roskilde Kloster. Samtidig blev vedtægterne moderniseret, så alle med dansk indfødsret, både mænd og kvinder, kan få bolig på klosteret.

## Hovedbygningen
Som nævnt opførtes efter reformationen en herregård, Sortebrødregaard. Denne gård er udvidet ad flere omgange. Byggematerialet er røde munkesten. Hovedfløjen med kvisten mod gårdsiden synes ældst, mens sidefløjene vistnok er senere tilføjelser. Alt i to stokværk over en kælder. Anlægget blev istandsat af Peder Reedtz omkring 1670. Bygningen blev udvidet 1907 med endnu en fløj ved arkitekt Jens Ingwersen. Bygningen rummer en riddersal med gyldenlædertapeter samt et unikt kassetteloft med 60 bibelske malerier. I sidefløjen findes klosterkirken, der anvendes til almindelige, offentlige gudstjenester, hver den første søndag i måneden (bortset fra januar og juli). Den har en udskåret barok-altertavle med våbener for Niels Juel og Margrethe Ulfeldt. Desuden et krucifiks i elfenben udskåret 1546 af kansler Johan Friis. Det meget specielle Matthison-Hansen-orgel, som tilhører Roskilde Museum, er opstillet i klosterkirken efter en omfattende restaurering i 1993.

## Besøg på klosteret
Roskilde Kloster er Roskildes ældste beboede bygning. Klosteret er i dag hjem for 10 beboere og to ansatte. Selv om klosteret er privat ejendom, er der mulighed for at komme til at se klosterets store kulturværdier på guidede omvisninger. Der kan arrangeres grupperundvisninger alle årets dage, men der er også mulighed for at deltage i offentlige rundvisninger, som finder sted Skærtorsdag og Langfredag kl. 11.00 og 14.00 samt hver onsdag i skolesommerferien kl. 11.00 og 14.00.

## Patroner for Roskilde adelige Jomfrukloster
Et medlem hver fra slægterne Juel og Skeel er patroner for klosteret (med Iver Rosenkrantz som en undtagelse). Slægten Brahe er uddød, men repræsenteres af slægten Bille-Brahe-Selby.

Denne liste er ufuldstændig; hjælp gerne med at udfylde den.
| - 1703-1709: Knud Juel - 1744-17??: Carl Juel - 1744-1762: Niels Juel - 1786-1827: Frederik Juel - 1827-1859: Carl lensbaron Juel-Brockdorff - 1859-1875: Niels Juel - 1875-1876: Frits lensbaron Juel-Brockdorff - 1876-1888: Christian baron Juel-Brockdorff - 1888-1900: Carl lensbaron Juel-Brockdorff - 1902-1908: Knud Frederik Juel - 1908-1912: Frederik lensbaron Juel-Brockdorff - 1912-1949: Niels baron Juel-Brockdorff - 1949-1969: Carl Juel - -nu: James baron Iuel-Brockdorff - 1972-1989 Bent Daniel lensbaron Bille Brahe Selby - -1989 - nu Stig Daniel lensgreve Bille-Brahe-Selby | - 1763-1764: Holger Skeel - 1764-1782: Jørgen greve Scheel - 1782-1798: Frederik Christian Skeel - 1798-1817: Vilhelm Mathias Skeel - 1817-1826: Sophus Peter Frederik Skeel - 1826-1837: Christian Frederik Erik Skeel - 1837-1838: Holger Frederik Skeel - 1838-1849: Jørgen Erik Frederik Skeel - 1850-1880: Vilhelm Samuel Skeel - 1880-1884: Erik Skeel - 1885-1901: Holger Skeel - 1901-1936: Christian Skeel - 1936-1945: Otto Skeel - -nu: Jørgen Christian Skeel - 1737-1745: Iver Rosenkrantz |